# Olympische Sommerspiele 1988/Moderner Fünfkampf
Bei den XXIV. Olympischen Sommerspielen 1988 in Seoul fanden zwei Wettkämpfe im Modernen Fünfkampf statt. Der bisher übliche Geländeritt wurde durch ein Springreiten ersetzt.

## Medaillenspiegel
| Platz | Land           | Gold | Silber | Bronze | Gesamt |
| ----- | -------------- | ---- | ------ | ------ | ------ |
| 1     | Ungarn         | 2    | –      | –      | 2      |
| 2     | Italien        | –    | 2      | –      | 2      |
| 3     | Großbritannien | –    | –      | 1      | 1      |
| 3     | Sowjetunion    | –    | –      | 1      | 1      |

## Zeitplan
| Datum         | Sportart                | Wettkampfstätte                      |
| ------------- | ----------------------- | ------------------------------------ |
| 18. September | Springreiten            | Pferderennbahn Seoul                 |
| 19. September | Degenfechten            | Olympic Gymnasium No. 2              |
| 20. September | 300 m Freistilschwimmen | Jamsil-Schwimmhalle                  |
| 21. September | Pistolenschießen        | Taenung International Shooting Range |
| 22. September | 4000 m Crosslauf        | Mongchontoseong                      |

## Ergebnisse

### Einzel
| Platz | Land | Sportler               | Punkte |
| ----- | ---- | ---------------------- | ------ |
| 1     | HUN  | János Martinek         | 5404   |
| 2     | ITA  | Carlo Massullo         | 5379   |
| 3     | URS  | Wachtang Iagoraschwili | 5367   |
| 4     | HUN  | Attila Mizsér          | 5281   |
| 5     | FRA  | Christophe Ruer        | 5242   |
| 6     | GBR  | Richard Phelps         | 5229   |
| 7     | HUN  | László Fábián          | 5201   |
| 8     | FRA  | Joël Bouzou            | 5198   |
| 9     | SUI  | Peter Steinmann        | 5181   |
| 10    | ITA  | Daniele Masala         | 5152   |
|       |      |                        |        |
| 24    | FRG  | Marcus Marsollek       | 4964   |
| 26    | SUI  | Andy Jung              | 4951   |
| 36    | AUT  | Helmut Spannagl        | 4833   |
| 41    | FRG  | Michael Zimmermann     | 4782   |
| 42    | FRG  | Dirk Knappheide        | 4765   |
| 43    | SUI  | Peter Burger           | 4731   |

Datum: 18. bis 22. September 1988

65 Teilnehmer aus 26 Ländern, davon 63 in der Wertung

### Mannschaft
| Platz | Land | Sportler                                                     | Punkte |
| ----- | ---- | ------------------------------------------------------------ | ------ |
| 1     | HUN  | László Fábián, János Martinek, Attila Mizsér                 | 15.886 |
| 2     | ITA  | Daniele Masala, Carlo Massullo, Gianluca Tiberti             | 15.571 |
| 3     | GBR  | Graham Brookhouse, Dominic Mahony, Richard Phelps            | 15.276 |
| 4     | FRA  | Joël Bouzou, Bruno Génard, Christophe Ruer                   | 15.268 |
| 5     | URS  | Anatoli Awdejew, Wachtang Iagoraschwili, German Juferow      | 15.214 |
| 6     | TCH  | Tomáš Fleissner, Milan Kadlec, Jiří Prokopius                | 15.043 |
| 7     | SUI  | Peter Burger, Andy Jung, Peter Steinmann                     | 14.863 |
| 8     | MEX  | Marcelo Hoyo, Ivar Sisniega, Alejandro Yrizar                | 14.785 |
| 9     | POL  | Wiesław Chmielewski, Maciej Czyżowicz, Arkadiusz Skrzypaszek | 14.531 |
| 10    | FRG  | Dirk Knappheide, Marcus Marsollek, Michael Zimmermann        | 14.511 |
| 11    | CAN  | Nicholas Fekete, Barry Kennedy, Lawrence Keyte               | 14.309 |
| 12    | SWE  | Jan-Erik Danielsson, Roderick Martin, Svante Rasmuson        | 14.205 |
| 13    | EGY  | Mohamed Abdou El-Souad, Moustafa Adam, Ayman Mahmoud         | 14.113 |
| 14    | KOR  | Kang Kyung-hyo, Kim Myung-gon, Kim Sung-ho                   | 14.027 |
| 15    | BRN  | Ahmed al-Doseri, Saleh Sultan Faraj, Abdul Rahman Khalid     | 13.743 |
| 16    | USA  | Michael Gostigan, Robert Nieman, Rob Stull                   | 13.645 |
| 17    | JPN  | Hiroaki Izumikawa, Tadafumi Miwa, Hiroshi Saitō              | 13.120 |
| 18    | CHI  | Gerardo Cortes, Ricardo Falconi, Julio Fuentes               | 12.797 |
|       | ESP  | Leopoldo Centeno, Eduardo Quesada, Jorge Quesada             | DSQ    |

Datum: 18. bis 22. September 1988

57 Teilnehmer aus 19 Ländern, 18 Teams in der Wertung